# Erimena
Erimena va ser rei d'Urartu segurament entre els anys 625 aC i 605 aC.
Possiblement era fill de Sarduri III, a qui va succeir cap a l'any 625 aC, encara que altres fonts el fan fill o germà de Rusa II. Del seu regnat no se'n coneixen fets. L'any 609 aC el país d'Urartu va sofrir una invasió del nou regne ascendent de Babilònia. El rei Nabopolassar, després de conquerir l'Imperi Assiri, va avançar cap a aquella regió.
El seu successor hauria estat Rusa III.